# Питома фізична величина
Пито́ма фізи́чна величина́ — це відношення будь-якої фізичної величини до будь-якої іншої фізичної величини, умовно взятої за базу (знаходиться в знаменнику дробу).
Найчастіше базовими величинами є маса, об'єм, площа, довжина, хімічна кількість речовини (моль).
З питомими величинами не можна здійснювати математичні операції додавання / віднімання та множення / ділення — тобто ці величини інтенсивні.
Питомі величини відрізняються від відповідних фізичних величин тільки кількісно, позначаються маленькою літерою. Вони відображають ті ж властивості розглянутого об'єкта, але віднесені до одиниці зручної, у цьому випадку, іншої величини.
Якщо як базову величину використовують масу, прийнято вживати разом з назвою фізичної величини прикметник «питома», наприклад:

- {\displaystyle v} — питомий об'єм [м³ / кг],
- {\displaystyle u} — питома внутрішня енергія [Дж / кг],
- {\displaystyle h} — питома ентальпія [Дж / кг],
- {\displaystyle s} — питома ентропія [ДЖ / (кг ∙ К)] тощо.